# Eupithecia centralisata
Eupithecia centralisata là một loài bướm đêm trong họ Geometridae.